# An Cshol
An Cshol (hangul: 안철, (álnév), handzsa: 安哲 (?), RR: Ahn Chol) (született: 1971 vagy 1972-ben) a Koreai Munkapárt uralma ellen küzdő észak-koreai aktivista, újságíró, hajdani foglár. Az ország helyzetét bemutató rejtett kamerás felvételeiről ismert.
An Cshol (Ahn Chol) az árva gyerekek siralmas helyzetét próbálta bemutatni (minimum 200 000 árvát fenyeget éhhalál). Miután megszökött Észak-Koreából, visszatért, és egy feketepiacot filmezett le, ahol a gyerekek súlyos élelemhiányban szenvedtek, míg a katonák az Egyesült Államok és más országok adományát pénzért vásárolták. Ahelyett, hogy a segélyeket a lakosságnak osztanák szét, csak a módosabbak (katonák és pártbürokraták) kaphatnak segélyt. A segélyt haszonszerzés reményében a feketepiacon árulják. Míg az átlagjövedelem 80 won, a feketepiacon a legolcsóbb élelmiszercikk 60 wonba kerül.
An (Ahn) titkos felvételeinek egy részét az angol Channel 4 mutatta be (Children of the secret state címmel), éppen akkor, amikor Tony Blair diplomáciai kapcsolatot próbált létesíteni a szocialista állammal. Ugyanezzel próbálkozott a német kancellár is. Az egyik német tv-adó újra és újra ismételte a felvételeket, mialatt a német kancellár Dél-Koreában tartózkodott.
Bár Kim Dzsongil (Kim Jong-il) elrendelte An Cshol (Ahn Chol) meggyilkolását, ő mégis visszatért, méghozzá éppen ugyanarra a helyre, mint két évvel azelőtt. Ezt azzal magyarázta, hogy egyrészt a helyzet esetleges javulását így lehetne észlelni, másrészt szerinte a titkosrendőrség nem gondolhatta, hogy ugyanarra a helyre fog visszatérni.
An (Ahn) a legutóbbi értesülések szerint Kínában bujkált, bár mivel az utóbbi időben nem adott hírt magáról, nem tudni, életben van-e még egyáltalán.
Tevékenysége elismeréseképpen megkapta a 2001-es Rory Peck-díjat, amit így indokoltak: „…ez hatalmas bátorság, és a jelenetek a gyerekekről teljesen igaziak és megdöbbentőek.”